# Jeevapur, Parasgad
Jeevapur là một làng thuộc tehsil Parasgad, huyện Belgaum, bang Karnataka, Ấn Độ.